# Busturialdea
Busturialdea è una comarca della Spagna, situata nella comunità autonoma dei Paesi Baschi ed in particolare nella provincia di Biscaglia.